# Leia apicalis
Leia apicalis är en tvåvingeart som först beskrevs av Kertesz 1902.  Leia apicalis ingår i släktet Leia och familjen svampmyggor.
Artens utbredningsområde är Peru. Inga underarter finns listade i Catalogue of Life.